# Deserto di Carcross
Il deserto di Carcross situato nei dintorni della cittadina di Carcross, nello Stato dello Yukon in Canada, viene spesso considerato come il più piccolo deserto del mondo, in quanto misura approssimativamente 1 miglio quadro (2,6 km²).

## Caratteristiche
Anche se viene comunemente chiamato deserto, si tratta in realtà di una sequenza di dune sabbiose; il clima dell'area è infatti troppo umido perché lo si possa considerare un vero deserto.
La sabbia si è formata nel corso dell'ultimo periodo glaciale, quando qui si formò un vasto lago glaciale e vi si depositò una grande quantità di silt. Quando poi il lago si prosciugò, rimasero solamente le dune. Oggi la sabbia proviene principalmente dal vicino lago Bennett, trasportata dal vento.
Le dune accolgono una grande varietà di piante, tra cui il carice del Baikal (Carex sabulosa) e il lupino dello Yukon.
Nel 1992 il Governo territoriale dello Yukon aveva cercato di far diventare il deserto di Carcross un'area protetta; il progetto tuttavia incontrò una forte opposizione da parte della popolazione locale che preferisce utilizzare le dune come area per il divertimento, in particolare per praticare il sandboarding.

## Clima
Il deserto di Carcross è significativamente più arido dell'area circostante e riceve meno di 500 mm di pioggia all'anno; questa situazione è dovuta principalmente all'ombra pluviometrica creata dalle montagne circostanti.

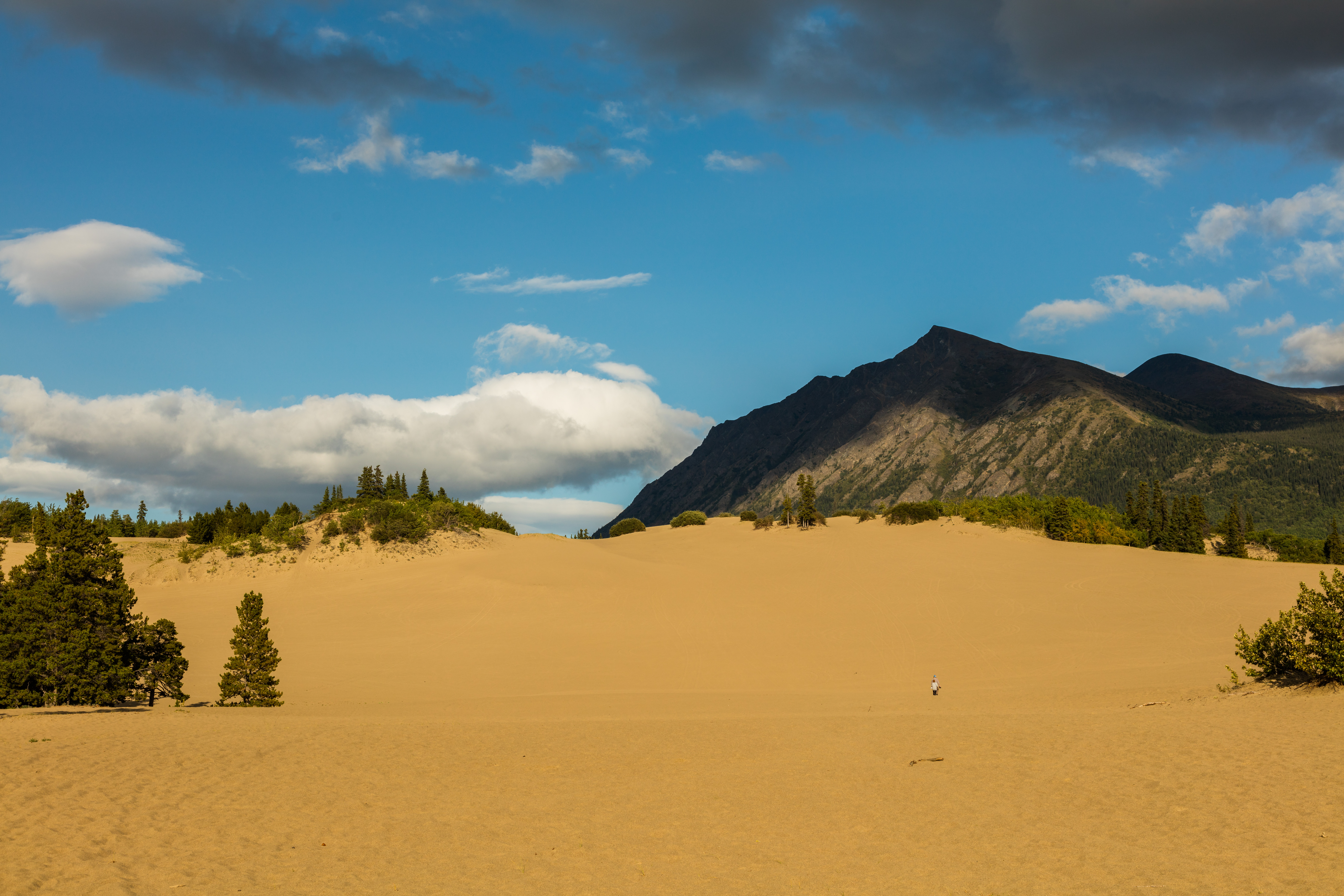
Dune del deserto di Carcross

In conseguenza di questa situazione qui si trovano rare specie di piante, come Carex sabulosa, di origine asiatica e nota in soli altri quattro siti del Nord America. Anche il lupino dello Yukon, inusuale nei dintorni, qui ha una diffusione assimilabile a quella delle piante infestanti.
Lo strato di vegetazione presente riesce anche a mantenere in posizione il sistema delle dune sabbiose. Basterebbe però un incendio che bruciasse la vegetazione per far ritornare le dune ad uno stato di movimento attivo.